# 후타바군

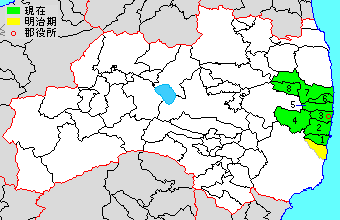
후타바 군의 위치

후타바군(일본어: 双葉郡, ふたばぐん)은 일본 후쿠시마현의 군이다.
인구 10,502명, 면적 865.71km², 인구밀도 12.1명/km².(2025년 3월 1일, 추계인구)
이하 6정,2촌으로 구성된다.
- 나미에정(浪江町)
- 후타바정(双葉町)
- 오쿠마정(大熊町)
- 도미오카정(富岡町)
- 나라하정(楢葉町)
- 히로노정(広野町)
- 가쓰라오촌(葛尾村)
- 가와우치촌(川内村)

## 군 영역
1896년 4월 1일에 나라하군(일본어: 楢葉郡)과 시네하군(일본어: 標葉郡, しめはぐん)이 합병되어 설치되었다.

## 역사
하지만 2011년 3월 11일 동일본 대지진은 각 지역에서 10미터를 넘는 높은 해일에 피해를 입었다. 특히 동일본 대지진으로 인해 폭발된 후쿠시마 제1원자력 발전소 사고에 따라 대부분의 지역이 귀환 곤란지역, 거주 제한구역 피난지시 해제준비 구역으로 지정되어있는 상태이다. (사고 후 당분간은 경계 구역·계획적으로 피난구역으로 지정한다.)